# ساختمان اداره چای تنکابن
بنای اداره چای تنکابن مربوط به دوره پهلوی اول است و در تنکابن، خیابان تختی واقع شده و این اثر در تاریخ ۹ شهریور ۱۳۸۷ با شمارهٔ ثبت ۲۳۱۴۷ به‌عنوان یکی از آثار ملی ایران به ثبت رسیده است.